# Municipio de Oxford (Carolina del Norte)
El municipio de Oxford (en inglés: Oxford Township) es un municipio ubicado en el  condado de Granville en el estado estadounidense de Carolina del Norte. En el año 2010 tenía una población de 7.425 habitantes.

## Geografía
El municipio de Oxford se encuentra ubicado en las coordenadas 36°19′41.52″N 78°36′0.01″O / 36.3282000, -78.6000028.